# Fons honorum
Fons honorum (Latijn: "bron van aanzien") is een term die in het staatsrecht, het adelsrecht en het orderecht wordt gebruikt om aan te geven wie gerechtigd is om maatschappelijke eerbewijzen te creëren en te verlenen.
De vraag of een orde een legitieme ridderorde of een pseudo-orde is hangt samen met de fons honorum (zie: regaal voorrecht). Soevereine vorsten en regeringen zijn in het recht met uitsluiting van alle anderen degenen die maatschappelijke eretitels en eerbewijzen scheppen. Adeldom, eretitels en ridderorden zijn dus verbonden aan een dergelijke "fons honorum". Dat kan een lang geleden afgetreden of afgezette koning en ook het hoofd van een ten tijde van het Congres van Wenen in 1815 regerende familie zijn. De meeste regeringen erkennen het recht van de hoofden van deze families om titels in de eigen familiekring te verlenen en orden uit te reiken.
Er zijn echter ook uitzonderingen op deze regel. De Bondsrepubliek Duitsland, thuisland van 26 van deze vorstelijke families, kent geen adeldom meer en het Duitse recht erkent de besluiten niet waarin het hoofd van een dergelijk huis een titel of predicaat verleent, of zelfs ontneemt.
Een voorbeeld van een vorst die zijn fons honorum gebruikte om een nieuwe orde te stichten is de in 1947 afgezette Roemeense koning Michael. Deze creëerde een nieuwe "Orde van Malta", de zogenaamde "Soevereine Orde van Sint-Jan van Jeruzalem". De enige overeenkomst met de eeuwenoude Orde van Malta, voluit de Soevereine Militaire Hospitaal Orde van Sint Jan van Jeruzalem, van Rhodos en van Malta, betreft de naam. Saillant detail is dat de grootmeester van de originele Orde van Malta de rang van staatshoofd heeft en zelf dus als fons honorum kan fungeren. Een ander voorbeeld betreft de verbannen en verarmde ex-koning van Joegoslavië. Deze heeft na zijn afscheid een aantal orden ingesteld en verleend.